# Chaîne Concord
La chaîne Concord est une chaîne de montagnes située dans la chaîne Transantarctique, dans la terre Victoria en Antarctique. Elle culmine au pic Thomson à 2 350 mètres d'altitude.

## Sommets principaux
- Pic Thomson, 2 350 m
- Nunataks Jago, 2 300 m
- Mont Hayton, 2 240 m
- Mont Gawn, 2 190 m
- Pic Lavallee, 2 173 m
- Pic Cornerpost, 2 161 m
- Mont Seitz, 2 130 m
- Pic Gothic, 2 085 m
- Mont Shute, 2 070 m
- Mont Regina, 2 060 m
- Mont Armagost, 2 040 m

## Histoire
Elle est cartographiée par l'USGS à partir d'arpentages et de photographies aériennes de l'US Navy, en 1960-1963. Elle est nommée par l'équipe nord de la New Zealand Geological Survey Antarctic Expedition qui explore la région en 1963-1964, pour célébrer l'harmonie existant entre les pays en Antarctique et en particulier dans cette zone, où cinq expéditions nationales cohabitent.